# Kalijev acesulfam
Kalijev acesulfam je neenergijsko, sintetično sladilo, poznano tudi kot acesulfam K ali Ace K (K je simbol za kalij). V Evropski Uniji je bolje poznan pod oznako E950. Ponesreči ga je odkril nemški kemik Karl Clauss leta 1967 v Hoechst AG (sedaj Nutrinova). V kemijski strukturi je kalijev acesulfam kalijeva sol z 6-metil-1,2,3-oxathiazine-4 (3H)- na 2,2-dioksid. To je beli kristalni prah z mulekularno formulo C4H4KNO4S in mulekulsko maso 201,24g/mol.

## Lastnosti
Kalijev acesulfam je 180 do 200 krat slajše kot saharoza (namizni sladkor), tako sladek kot aspartam, pol toliko kot saharin, in četrtino toliko kot sukraloza. Kot saharin ima rahlo grenak okus, še posebej pri višjih koncentracijah. Kalijev acesulfam se pogosto meša z drugimi sladili (običajno sukraloza in aspartam). Te mešanice dajejo več sladkorja, kot so okus, kjer vsako sladilo prekrije priokus drugega, in/ali izkazuje sinergijski učinek, ki je slajša mešanica njenih sestavnih delov. V telesu se ne presnavlja in se nespremenjen eliminira skozi ledvice. Ne razgradi se niti v čistilnih napravah. Ne povzroča zobne gnilobe.
Za razliko od aspartama, je kalijev acesulfam stabilen pri toploti, tudi v zmerno kislih ali bazičnih pogojih, ki omogočajo, da se uporablja za peko, ali v proizvodih, ki zahtevajo dolgo življenjsko dobo. V gaziranih pijačah, se skoraj vedno uporablja v povezavi z drugim sladilom, ko je aspartam ali sukraloza. Uporablja se tudi kot sladilo v beljakovinskih napitkih in farmacevtskih izdelkih, še posebej v žvečljivih in tekočih zdravilih, kjer lahko naredi sestavine bolj okusne.

## Odkritje
Kalijev acesulfam sta odkrila po naključju odkritja podobne spojine (5,6-dimetil-1,2,3-oxathiazin-4(3H)-ena 2,2-dioksid) Karl Clauss in Harold Jensen leta 1967 v Hoechst AG. Po nesreči je Clauss potopil prst v kemikalijo s katero je delal in polizal prst da bi lažje pobral kos papirja. Raziskava je pokazala, da je število spojin z enako osnovo zgradbe obroča, daje različne stopnje sladkosti. 6-metil-1,2,3-oxathiazine-4(3H)-ena 2,2-dioksid ima posebej ugoden okus, lastnosti in ga je relativno enostavno sintetizirati, zato je bilo izločeno iz nadaljnih raziskav, ter je prejelo generično ime (acesulfam K) iz Svetovne Zdravstvene Organizacije leta 1978.

## Skrb za varnost
Kot pri drugih umetnih sladilih se tudi pri kalijevem acelsulfamom poraja vprašanje, ali je živilo varno za uživanje. Čeprav študije teh sladil kažejo različne in kontroverzne stopnje prehranske varnosti, je United States Food and Drug Administration (FDA) (Združenje za hrano in zdravila ZDA) odobrila njihovo splošno uporabo. Kritiki pravijo, da kalijev acesulfam niso proučevali ustrezno in da je lahko rakotvoren, čeprav so bile te trditve zavrnjene s strani ameriške FDA  in tudi s strani ustreznih organov Evropske unije.
Nekateri možni učinki povezani s kalijevim acesulfatom so se pojavili v študijah na živalih. Za kalijev acesulfam je dokazano, da pri podganah odmerek vzpodbudi odvisno izločanje inzulina, vendar niso opazili hipoglikemije.
Ena izmed študij na glodalcih je pokazala, da niso opazili povečane pojavnosti tumorjev kot odziv na uživanje kalijevega acesulfama. V tej študiji, ki jo je izvajala Nacionalni program za toksikologijo v ZDA, je 60 podgan dobivalo kalijev acesulfam 40 tednov, kar sestavlja kar 3% njihove celotne prehrane (kar bi bilo enakovredno uživanju 38,0768g pločevink umetno sladkane sode vsak dan pri človeku). Študija je pokazala, da ni bilo nobenega znaka, da bi na tej ali nižji ravni kalijev acesulfam povečal tveganje za nastanek raka ali drugih novotvorb pri podganah. Priporočene so bile nadaljnje raziskave na področju varnosti tega živila.
Ugotovljeno je bilo, da je za odrasle ljudi dnevni odmerek kalijevega acesulfama 15 mg (Joint FAO/WHO Expert Committee on Food Additives - JECFA)oziroma 9 mg (Scientific Committee on Food - SCF) na kilogram telesne teže.